# Renata Zubrzycka
Renata Agnieszka Zubrzycka – polska pedagog, dr hab. nauk społecznych, adiunkt Instytutu Pedagogiki Wydziału Pedagogiki i Psychologii Uniwersytetu Marii Curie-Skłodowskiej.

## Życiorys
W 1991 uzyskała tytuł magistra pedagogiki specjalnej. 16 maja 2003 obroniła pracę doktorską Rodzinne uwarunkowania przystosowania społecznego dzieci z astmą oskrzelową, 21 listopada 2018 habilitowała się na podstawie pracy zatytułowanej Psychospołeczne uwarunkowania radzenia sobie rodziców dzieci z mukowiscydozą. Objęła funkcję adiunkta w Instytucie Pedagogiki na Wydziale Pedagogiki i Psychologii Uniwersytetu Marii Curie-Skłodowskiej.